# Iriser
Iriser er et maleri af den hollandske kunstner Vincent willem van Gogh. Irises blev malet mens Vincent van Gogh boede på asylet på Saint Paul-de-Mausole i Saint-Rémy-de-Provence, Frankrig, det sidste år før hans død i 1890. Maleriet blev i 1989 solgt for 53,9 millioner dollars.